# Walter J. Ong
Walter J. Ong, född 1912 i Kansas City, död 2003, var amerikansk jesuitpräst, professor i engelsk litteratur, språkvetare, kultur- och religionshistoriker samt filosof.   

## Biografi
Ong forskade kring förhållandet mellan muntlighet och skriftlighet. Hans stora intresse var att belysa hur övergången från muntlig till skriftlig kommunikation har uttryckts i kultur och mänsklig mentalitet.

Ong är särskilt känd för boken Muntlig och skriftlig kultur (1990) ISBN 91 8572 2154 där han analyserar muntlighet och skriftlighet i ett historiskt och kulturellt perspektiv. I boken lägger Ong fram iakttagelsen att vokaler dyker upp som en nyhet i grekisk skrift omkring 500 f.Kr. Antalet behövliga skrivtecken reducerades därmed från hundratals och tusentals symboler för ord och stavelser,  till ett trettiotal tecken som räckte för att kunna skriva alla uttalsljud i ett språk. Därmed kom skrivkonsten inom räckhåll för envar. Detta var ett av mänsklighetens stora kulturrevolutionssteg.  